# KULLA-(McIlwraith-Range)-Nationalpark
Der KULLA-(McIlwraith-Range)-Nationalpark (englisch KULLA (McIlwraith Range) National Park) ist ein etwa 1580 Quadratkilometer großer Nationalpark auf der Cape York Peninsula in Queensland, Australien. Er wird von den örtlichen Aborigines zusammen mit der Nationalparkverwaltung von Queensland unter dem Status Cape York Peninsula Aboriginal Land (CYPAL) verwaltet.

## Lage
Der Park liegt in der Region Far North Queensland und befindet sich 270 Kilometer nordwestlich von Cooktown und 210 Kilometer südöstlich von Weipa. Bei Coen zweigen von der Peninsula Developmental Road zwei Wege in den Park ab. Im Westen grenzt er an den Oyala-Thumotang-Nationalpark.

## Aborigines
KULLA ist ein Acronym für die Aborigines der Kaanju, Umpila, Lamalama und Ayapathu. Diese vier Clans haben historische Bezüge zum Gebiet des Nationalparks. Der Zugang zum Gebiet des River Massey, soweit es im Park liegt, ist wegen der Bedeutung für die Aborigines des Umpila Clans nicht erlaubt.

## Landschaft
Der Gebirgszug der McIlwraith Range mit einer Länge von 80 Kilometern und einer durchschnittlichen Höhe von 450 Meter sind die herausragenden landschaftlichen Gegebenheiten. Ferner liegt ein Teil des Parks in der früheren Mt Croll Range und Landschaft des Running Creek. Der mit 842 Meter höchste Punkt der Bergkette McIlwraith Range liegt nordöstlich von Coen. Die tropischen Regenwälder im Park gelten als die größten von Menschen unberührten in ganz Australien.